# Kimmelkær Landkanal
Kimmelkær Landkanal este o arie protejată (arie specială de conservare — SAC, sit de importanță comunitară — SCI) din Danemarca întinsă pe o suprafață de 3 ha, integral pe uscat.

## Localizare
Centrul sitului Kimmelkær Landkanal este situat la coordonatele 56°11′03″N 8°15′45″E / 56.184167°N 8.2625°E.

## Înființare
Situl Kimmelkær Landkanal a fost declarat sit de importanță comunitară în februarie 1998 pentru a proteja 1 specie de plante. Situl a fost protejat și ca arie specială de conservare în decembrie 2011.

## Biodiversitate
Situată în ecoregiunea atlantică, aria protejată nu include niciun habitat protejat.
La baza desemnării sitului se află o specie protejată de  plante: Luronium natans.